# Правоъгълен тетраедър
Правоъгълен тетраедър е този, на който всички ръбове, съседни на един от върховете, са перпендикулярни един на друг. Този връх се нарича прав ъгъл или връх на триправоъгълния тетраедър, а лицето срещу него се нарича основа. Трите ръба, които се срещат под прав ъгъл, се наричат катети, а перпендикулярът от правия ъгъл към основата се нарича височина на тетраедъра (аналогично на височината на триъгълник). Триправоъгълен тетраедър може да се получи чрез отрязване с равнина на тетраедър от правоъгълен паралелепипед. В него трите лицеви ъгъла в един връх са прави ъгли, както в ъгъла на куб (фиг. 1). Страничните му стени са правоъгълни триъгълници. Ако и четирите стени са правоъгълни триъгълници, тетраедърът е четириправоъгълен. Той има 2 прави ъгъла във всеки от двата върха, затова се нарича още двуправоъгълен или характерен тетраедър. Известен е и с името 3-ортосхема.
Например специалният случай на 3-ортосхема с перпендикулярни ръбове с еднаква дължина е характерен за куба, което означава, че кубът може да бъде подразделен на екземпляри на тази ортосхема (фиг. 2). Ако неговите три перпендикулярни ръба са с единична дължина, останалите му ръбове са два с дължина {\displaystyle {\sqrt {2}}} и един с дължина {\displaystyle {\sqrt {3}}}, така че всичките му ръбове са ръбове или диагонали на куба. Кубът може да бъде разчленен на 6 такива 3-ортосхеми по 4 различни начина, като и шестте обграждат един и същ диагонал на куба с дължина {\displaystyle {\sqrt {3}}}. Кубът може също така да бъде разчленен на 48 по-малки екземпляра на същата характерна 3-ортосхема (само по един начин, чрез всичките си равнини на симетрия наведнъж). Характерният тетраедър на куба е пример за Херонов тетраедър (тетраедър, чиито дължини на ръбове, лицеви площи и обем са цели числа).
Ако основата е равностранен триъгълник, тялото се е нарича правилен триправоъгълен тетраедър, въпреки че не е правилен многостен. Околните му стени обаче не са еднакви правоъгълни триъгълници, тъй като не е възможно да се конструира дисфеноид (равностенен тетраедър) със стена правоъгълен триъгълник.

## Формули
В правоъгълен тетраедър с перпендикулярни ръбове {\displaystyle AO=a}, {\displaystyle BO=b}, {\displaystyle CO=c}, пресичащи се във върха точка {\displaystyle O} (прав тристенен ъгъл – фиг. 3, 4):
- {\displaystyle ~V={\frac {abc}{6}}} – обем на тетраедъра;
- {\displaystyle ~S_{0}={\frac {1}{2}}{\sqrt {a^{2}b^{2}+b^{2}c^{2}+a^{2}c^{2}}}} – площ на основата на тетраедъра, вид запис на теоремата на Де Гуа;
- {\displaystyle ~S={\frac {1}{2}}{\sqrt {a^{2}b^{2}+b^{2}c^{2}+a^{2}c^{2}}}+{\sqrt {p(p-d)(p-e)(p-f)}}} – пълна повърхнина на тетраедъра; {\displaystyle ~p={\frac {d+e+f}{2}}} (фиг. 3);
- {\displaystyle ~h={\frac {abc}{2S_{0}}};} {\displaystyle {\frac {1}{h^{2}}}={\frac {1}{a^{2}}}+{\frac {1}{b^{2}}}+{\frac {1}{c^{2}}}} – височина на тетраедър, спусната от върха на правоъгълен тристенен ъгъл към основата, където {\displaystyle S_{0}} е площта на основата на тетраедъра;
- {\displaystyle ~R={\frac {1}{2}}{\sqrt {a^{2}+b^{2}+c^{2}}}} – радиус на сферата, описана около тетраедъра;
- {\displaystyle ~r={\frac {ab+bc+ac-{\sqrt {a^{2}b^{2}+b^{2}c^{2}+c^{2}a^{2}}}}{2(a+b+c)}}} – радиус на сфера, вписана в тетраедъра;
- {\displaystyle ~m={\frac {1}{3}}{\sqrt {a^{2}+b^{2}+c^{2}}}} – медиана, изтеглена от върха на правоъгълен тристенен ъгъл.[1][2]

#### Теорема на Де Гуа
Ако в триправоъгълен тетраедър площта на основата е {\displaystyle S_{0}} и площите на трите правоъгълни стени са {\displaystyle S_{1},S_{2}} и {\displaystyle S_{3}} (фиг. 4), тогава
{\displaystyle S_{0}^{2}=S_{1}^{2}+S_{2}^{2}+S_{3}^{2}.}
Теоремата е публикувана от френския математик Жан-Пол де Гуа (1713 – 1785) през 1783 г. Това е обобщение на Питагоровата теорема за тетраедър.

### Координати на забележителни точки
Ако правоъгълният връх на тетраедъра т. {\displaystyle O} е начало на тримерна правоъгълна координатна система (фиг. 5), а трите му правоъгълни стени лежат в нейните равнини, върховете на основата A, B, C  са на координатните оси и ръбовете {\displaystyle a=OA,b=OB,c=OC} съвпадат с тези оси (фиг. 3, 4). Тогава в ортонормалната рамка {\displaystyle (O,{\overrightarrow {OA}}/a,{\overrightarrow {OB}}/b,{\overrightarrow {OC}}/c)} координатите на някои забележителни точки се определят от следните изрази:
- {\displaystyle A(a,0,0),B(0,b,0),C(0,0,c)}.
- Центърът на тежестта {\displaystyle G(a/4,b/4,c/4)}, който е едновременно барицентър на върховете и център на масите на хомогенното тетраедрично твърдо тяло.
- Центърът на тежестта на основата {\displaystyle M(a/3,b/3,c/3)}.
- Центърът на описаната сфера {\displaystyle F(a/2,b/2,c/2)}, която има радиус {\displaystyle R}.
- Уравнението на основната равнина e {\displaystyle x/a+y/b+z/c=1}.

## Построение
Развивката на триправоъгълния тетраедър е съставена от триъгълник {\displaystyle ABC} (който е основата на тетраедъра) и три правоъгълни триъгълника {\displaystyle BD_{1}C,CD_{2}A,AD_{3}B} (които са околните стени) с хипотенузи, равни на страните на основния триъгълник (фиг. 6).
1. Нека са дадени дължините на околните ръбове {\displaystyle AD_{2}=AD_{3}=a,BD_{1}=BD_{3}=b,CD_{1}=CD_{2}=c}. Те са катети на правоъгълните триъгълници, които са околните стени. От тях се изчисляват хипотенузите им и се построява основата по три страни:
- {\displaystyle x={\sqrt {b^{2}+c^{2}}}}
- {\displaystyle y={\sqrt {a^{2}+c^{2}}}},
- {\displaystyle z={\sqrt {a^{2}+b^{2}}}}.

2. Дадени са страните на основата, която е остроъгълен триъгълник със страни {\displaystyle CB=x,CA=y,AB=z}. От тях се изчисляват катетите на правоъгълните триъгълници и се построяват околните стени:
- {\displaystyle a={\sqrt {\frac {-x^{2}+y^{2}+z^{2}}{2}}}},
- {\displaystyle b={\sqrt {\frac {x^{2}-y^{2}+z^{2}}{2}}}},
- {\displaystyle c={\sqrt {\frac {x^{2}+y^{2}-z^{2}}{2}}}}.

## Целочислени варианти и съединения

### Съвършено тяло и съединения
Площта на основата {\displaystyle (a,b,c)} винаги е ирационално число съгласно теоремата на Де Гуа. Така триправоъгълен тетраедър с цели ръбове никога не е съвършено тяло (с всички целочислени размери). Триправоъгълната бипирамида (6 стени, 9 ръба, 5 върха – фиг. 7), изградена от такива триправоъгълни тетраедри и свързаните с тях леви подобия (огледални копия вляво), свързани на техните основи, има рационални числа за дължини на ръбовете, площи на стените и обема, но ирационална стойност за дължината на пространствения диагонал между двата триправоъгълни върха, която е рационална част от дължината на пространствения диагонал на съответното свързано тяло Ойлеров паралелепипед {\displaystyle (bc,ca,ab)} – вид почти съвършен правоъгълен паралелепипед.

### Целочислени ръбове
Съществуват триправоъгълни тетраедри, на които страните на триъгълната основа {\displaystyle a,b,c} и катетите {\displaystyle d={\sqrt {b^{2}+c^{2}}},e={\sqrt {a^{2}+c^{2}}},f={\sqrt {a^{2}+b^{2}}}} са цели числа. Най-малкият от тях има размери {\displaystyle a=240,b=117,c=44,d=125,e=244,f=267} и е открит от Халке през 1719 г. (фиг. 7). В таблицата са дадени примери за триправоъгълни тетраедри с цели катети и страни, като някои от тях са кратни на по-малки, а други съседни са свързани и имат повтарящи се ръбове:
| a    | b    | c    | d    | e    | f    |
| ---- | ---- | ---- | ---- | ---- | ---- |
| 240  | 117  | 44   | 125  | 244  | 267  |
| 275  | 252  | 240  | 348  | 365  | 373  |
| 480  | 234  | 88   | 250  | 488  | 534  |
| 550  | 504  | 480  | 696  | 730  | 746  |
| 693  | 480  | 140  | 500  | 707  | 843  |
| 720  | 351  | 132  | 375  | 732  | 801  |
| 720  | 132  | 85   | 157  | 725  | 732  |
| 792  | 231  | 160  | 281  | 808  | 825  |
| 825  | 756  | 720  | 1044 | 1095 | 1119 |
| 960  | 468  | 176  | 500  | 976  | 1068 |
| 1100 | 1008 | 960  | 1392 | 1460 | 1492 |
| 1155 | 1100 | 1008 | 1492 | 1533 | 1595 |
| 1200 | 585  | 220  | 625  | 1220 | 1335 |
| 1375 | 1260 | 1200 | 1740 | 1825 | 1865 |
| 1386 | 960  | 280  | 1000 | 1414 | 1686 |
| 1440 | 702  | 264  | 750  | 1464 | 1602 |
| 1440 | 264  | 170  | 314  | 1450 | 1464 |

### Цели лица
Съществуват триправоъгълни тетраедри с цели лица {\displaystyle S_{a},S_{b},S_{0}} и височина {\displaystyle h}, напр. {\displaystyle a=42,b=28,c=14,S_{c}=588,S_{a}=196,S_{b}=294,S_{0}=686,h=12} без взаимно прости {\displaystyle a,b,c} или {\displaystyle a=156,b=80,c=65,S_{c}=6240,S_{a}=2600,S_{b}=5070,S_{0}=8450,h=48} с взаимно прости {\displaystyle a,b,c}.

## Описан паралелепипед
Около двата правоъгълни тетраедъра {\displaystyle ABCH} и {\displaystyle ABCH'} с обща основа {\displaystyle ABC} със страни {\displaystyle (a,b,c)} може да се опише паралелепипед (фиг. 8) с върхове {\displaystyle H,A,B,C,H'(a/2,b/2,c/2)=O,A'(-a/2,b/2,c/2),B'(a/2,-b/2,c/2),C'(a/2,b/2,-c/2)}.
Това е ромбоедър с дължина на ръба {\displaystyle {\frac {1}{2}}{\sqrt {a^{2}+b^{2}+c^{2}}}} и четири диагонала също с дължина {\displaystyle {\frac {1}{2}}{\sqrt {a^{2}+b^{2}+c^{2}}}}.